# Hommel-sagen
Hommel-sagen, som er opkaldt efter efterretningsofficeren Annemette Hommel, fandt sted 
maj 2005 – juli 2006 på baggrund af hændelser i den danske lejr i Irak sommeren 2004. 
Hommel og fire militærpolitifolk tiltales for pligtforsømmelse ved ukorrekt behandling af irakiske fanger. De tiltalte findes ved domsafsigelsen 12. januar 2006 delvis skyldige i anklagen, men fritages for straf. Dommen blev anket af de dømte, og den 6. juli 2006 frifandt Østre Landsret alle de anklagede.
Sagen har haft stor dansk mediedækning. Dækningen kan være forstærket af, at der er politisk 
uenighed om Danmarks deltagelse i Irak-krigen og af visse lighedstræk med de amerikanske 
fangemishandlinger i Abu Ghraib-fængslet i Bagdad.

## Kronologisk forløb af Hommel-sagen
I 1998 og 2003 ændres uddannelsen af afhøringsofficerer. Den hidtidige uddannelse anses for forældet, men de allerede uddannede sprogofficerer orienteres ikke herom.

### 2004
I februar 2004 sendes kaptajn Hommel og et antal civile tolke med "hold 3" til den danske lejr Camp Eden i Irak. Hommel er sprogofficer, uddannet i 1985-87, og leder af de civile tolke, som ikke har nogen militær uddannelse eller tolkeerfaring. Der er generelt problemer omkring rekrutteringen af tolkene, og der gås på kompromis med det resultat, at op imod halvdelen sendes hjem før tid.
10. marts klager to soldater efter en nattevagt til deres gruppefører over behandlingen af de irakiske fanger. Gruppeføreren orienterer kl. 6 om morgenen sin chef, kaptajn (midlertidig major) Rasmus Amstrup, som igen orienterer bataljonschefen oberstløjtnant (midlertidig oberst) Henrik Flach. Flach beordre de påtalte forhold rettet. Det er ikke lykkedes af finde de to soldater igen.
27. juni diskuterer en presseofficer ved Hærens Operative Kommando og lejrens presseofficer via e-mail, hvorledes torturanklager i givet fald skulle håndteres pressemæssigt. Anklagerne vil kunne komme fra en af de civile tolke, som er ved at blive sendt hjem før tid. Officeren i Danmark forudser en mulig sommerstinker og sletter korrespondancen.
Sidst i juli klager en af tolkene skriftligt til Flach, som anmoder auditørene om støtte til at undersøge sagen. 
30. juli sendes Hommel hjem.
2. august kommer det frem i pressen, at en dansk efterretningsofficer undersøges for tortur-anklager.
3. august trækkes fire chefer fra lejrens ledelse uden forudgående høring hjem af 
forsvarsminister Søren Gade. Beslutningen offentliggøres på TV og begrundes med mulig tvivl om ledelsens dømmekraft.
5. august får Forsvarschefen en reprimande af ministeren for ikke i tide at have orienteret om Hommels hjemsendelse.
8. august forklarer forsvarsministeren, af fangerne ikke er blevet "afhørt", men kun "udspurgt".
17. august kræver Hommel gennem Dansk Magisterforening (Hommel er reserveofficer og cand.mag.) en erstatning på tre måneders løn for tvungen afspadsering og ødelagt renommé. HOK afviser kravet, hvorefter der d. 8. september udtages stævning. I august 2005 gives en erstatning på 15.000 kr, fordi den tvungne afspadsering ikke blev meddelt korrekt.

### 2005
I januar rejses tiltale efter den militære straffelovs daværende § 15 for pligtforsømmelse. Ifølge anklageskriftet kaldtes de afhørte for enten hunde, hundelorte, pikhoveder, mænd uden pik eller svin, de nægtedes adgang til drikkevand, og militærpolitifolkene blev beordret til at anbringe tilbageholdte irakere i stressfremkaldende stillinger, når de ventede i detentionen på afhøring. Dermed skal IV Geneve-konvention om behandling af civile i krigstid være overtrådt. Auditørmyndigheden har rollen som anklager.
2. maj starter retssagen i Københavns Byret. Hommel forsvares af Ebbe Mogensen, som i pressen karakteriserer Hommel som en syndebuk for en svag ledelse.
17. oktober afhøres Forsvarschef Jesper Helsø og chefen for Hærens Operative Kommando generalmajor Poul Kiærskou. Hommels forsvarer finder (7. november) deres forklaringer lidt for enslydende, men det forklares, at de begge har læst op på sagens dokumenter og modtaget medietræning forud for retsmødet.
17. november afholdes sidste retsmøde.

### 2006
12. januar falder Københavns Byrets dom, der finder de fem tiltalte delvis skyldige; men de fritages for straf. De anker dommen til landsretten. Efter en uge anker også auditørmyndigheden, idet denne mener de tiltalte skal dømmes for alle tiltalepunkterne og have en ubetinget fængselsstraf.
1. marts kræver en 29 årig kvindelig tolk en erstatning på 500.000 kr. af Forsvaret for at have været "tvunget til at deltage i afhøringer". Tolken har psykiske problemer på grund af sit arbejde, hvor hun har følt sig "misbrugt og krænket".
7. marts beslutter auditørerne ikke at rejse tiltale mod hverken Flach eller presseofficeren, som da har været sigtet i 1½ år. En tildeling af et disciplinarmiddel ad kommandovejen blev tillige helt opgivet.
6. juli frikendes alle de tiltalte i landsretten.

### 2010
Landsretten tilkender den hjemkaldte ledelse erstatning. 
Formanden for Hovedorganisationen af Officerer i Danmark (HOD) Bent Fabricius udtaler i den forbindelse: "Det var efter vores opfattelse en helt igennem politisk vurdering, der førte til hjemtagningerne, som altså oven i købet var i strid med loven. Det er stærkt kritisabelt".